# PL-12

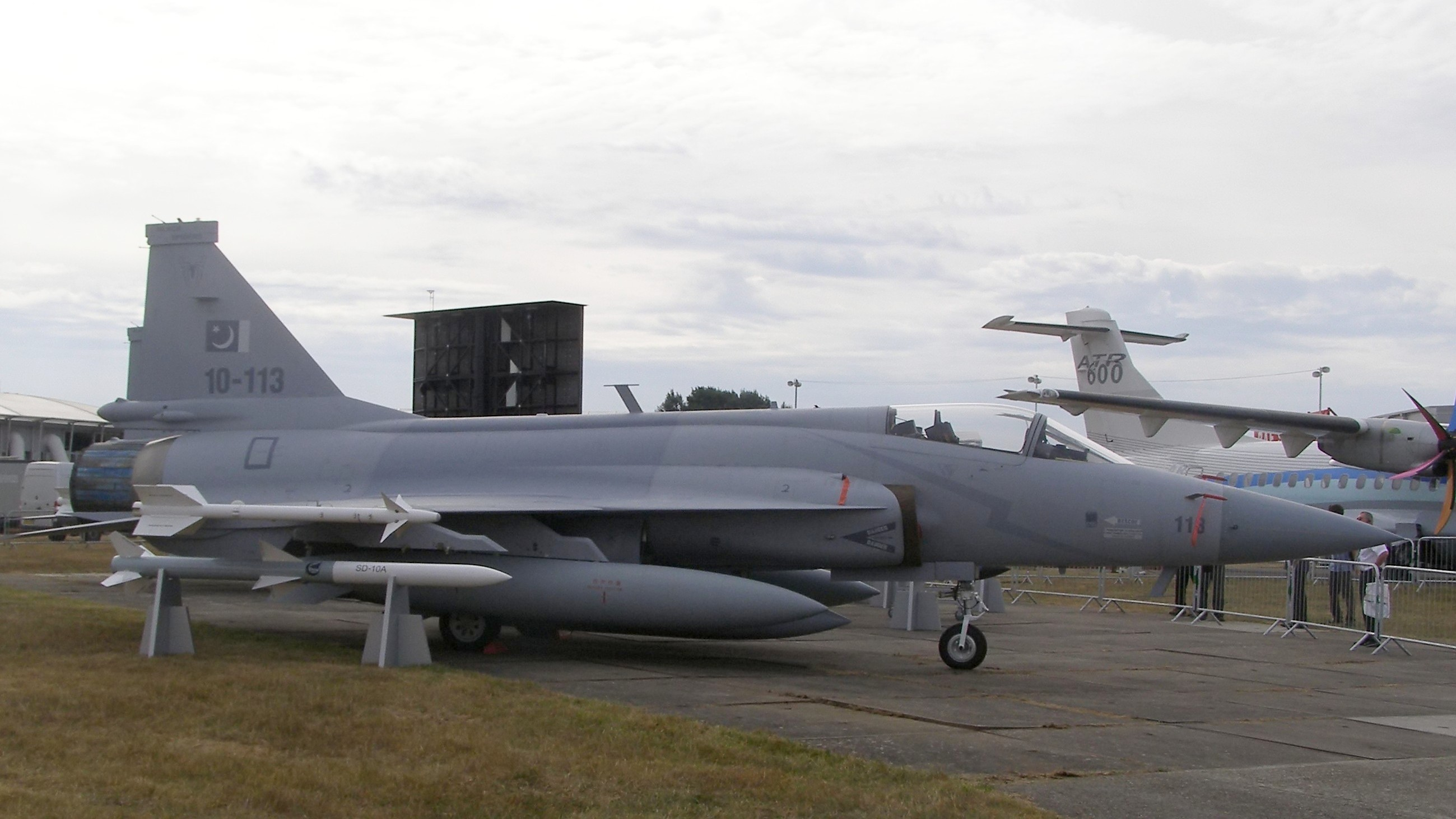
Un modèle d'une version pakistanaise d'exportation du PL-12

Le PL-12 (Pili-12, 霹雳 -12), également désigné sous le nom de SD-10 (Shandian-10, 闪电 -10), est un missile air-air à guidage radar développé par le Centre de développement de la technologie électro-optique de Luoyang, en Chine. Le PL-12 est en service depuis 2007 dans la force aérienne chinoise.

## Développement
La première information publique à propos du Leihua Electronic Technology Research Institute's PL-12, initialement appelé SD-10, est publié en 2001. Les sociétés russes Vympel et Agat ont apporté leur assistance. Liang Xiaogeng est considéré comme l'ingénieur en chef du projet. Quatre tests ont été réalisés avec succès en 2004. À partir de 2005, le SD-10 est connu sous le nom de PL-12.

## Description
Le PL-12 a été initialement utilisé avec le radar et la liaison de données du missile russe R-77 et a bénéficié d'autres transferts de technologies russes ; le moteur est de conception locale. Le PL-12 dispose du Système de détection et de commandement aéroporté comme protection contre les radars des aéronefs.

## Versions
- SD-10 (ShanDian-10, 闪电-10) : version du PL-12 pour l'exportation. Il existe aussi un SD-10B.
- DK-10A : missile surface-air aussi appelé Sky Dragon 50 (SD-50) ou Tianlong 50 ou encore GAS2. il a une portée de 3 à 50 km et une altitude de vol comprise entre 30 et 20 000 m[2]. C'est l'équivalent du NASAMS américano-norvégien.
- SD-30 : missile surface-air, dévoilé pour la première fois au salon 2018 de Zhuhai.
- LD-10 (雷电-10) : missile anti-radar[3].

## Opérateurs

### Opérateurs actuels
- Chine :
  - Force aérienne chinoise ;
  - Aéronautique navale chinoise.
- Maroc : Forces armées royales marocaines (Sky Dragon 50[4]).
- Pakistan : la Force aérienne pakistanaise en a commandé huit cents exemplaires[5].